# Echium tuberculatum
Echium tuberculatum Hoffmanns. & Link,  es una especie botánica perteneciente a la familia de las boragináceas.

## Hábitat
Se encuentra sobre suelos preferentemente arenosos con abundante materia orgánica, del litoral y del interior; de 0-100 m s. n. m. Al oeste de la península ibérica, Norte de Marruecos y centro y sur de Portugal.

## Descripción
Es una hierba bienal, uni o multicaule, serícea. Tallos de hasta 130 cm, simples, rara vez escasamente ramificados, con indumento doble de setas rígidas de base pustulada, patentes o erecto-patentes y abundantes pelos, cortos, adpresos y retrorsos. Hojas con margen recto, frecuentemente más o menos recurvo con nervio medio marcadamente prominente por el envés y más o menos hundido por el haz, y nervios laterales frecuentemente bien marcados por el envés, con indumento seríceo doble más o menos aplicado de setas cortas de base tuberculada y pelos cortos abundantes más o menos aplicados, antrorsos; las de la base, de hasta 25x1,2 (-2,5) cm, estrechamente oblanceoladas o estrechamente elípticas, gradualmente estrechadas en peciolo corto, formando una roseta; las caulinares de hasta 9 (-11) x 0,8 (-2) cm, estrechamente elípticas o lanceolado-elípticas; las más superiores estrechamente ovadas u ovado-elípticas, con base algo ensanchada. Inflorescencia más o menos cilíndrica, generalmente laxa, con numerosas cimas densas y ligeramente curvadas en la floración, alargándose hasta 10 (-21) cm y recta o ligeramente curvada en la fructificación. Brácteas de (6-) 8-12 (-16) x 2-3 (-3,5) mm, generalmente más largas que el cáliz, lanceoladas u ovado-lanceoladas, más o menos marcadamente ensiformes. Cáliz con lóbulos de (6-) 7-9 (-12) x (0,6-) 0,8-1,5 mm, linear-lanceolados, ligeramente acrescentes en la fructificación, con indumento doble de setas rígidas y pelos cortos antrorsos abundantes. Corola de 18-28 (-30) mm, estrechamente infundibuliforme, marcadamente zigomorfa, con tubo apenas marcado, más o menos uniformemente pelosa, con pelos más largos sobre los nervios, particularmente en los lóbulos, azul, azul-violeta o azul-rojiza. Androceo con (2-) 3-4 de los estambres ligeramente exertos, con filamentos glabros, rara vez ligeramente pelosos. Núculas de 2,2-25 x 1,5-2 mm, ligeramente muricado-crestadas.

## Observaciones
En algunas poblaciones costeras las plantas presentan hojas algo más anchas y más densamente dispuestas que en las poblaciones del interior, y las flores, de corola más anchamente infundibuliforme, se disponen en inflorescencias muy densas, con cimas muy aproximadas. Fueron separadas por Coutinho primero como variedad (E. tuberculatum var. densiflorum Coutinho in Bol. Soc. Brot. 21:118, 1906) y más tarde como subespecie (E. tuberculatum subsp. densiflorum Coutinho, Fl. Port. 501, 1913). La presencia de tipos morfológicos intermedios entre las plantas típicas y las adaptadas al ambiente litoral no permite, sin embargo, el reconocimiento de dicha subespecie, como fue ya indicado por R. Fernández (in Bol. Soc. Brot., ser. 2, 44: 152, 1970).

## Taxonomía
Echium tuberculatum fue descrita por Hoffmanns. & Link  y publicado en Fl. Portug. 1: 183. 1811
Citología
Número de cromosomas de Echium tuberculatum (Fam. Boraginaceae) y táxones infraespecíficos: n=16
Etimología
Echium: nombre genérico que deriva del griego echium, lo que significa víbora, por la forma triangular de las semillas que recuerdan vagamente a la cabeza de una víbora.
tuberculatum: epíteto latino que significa "con tubérculos".
Sinonimia
- Echium hoffmannseggii Litard.
- Echium tuberculatum subsp. densiflorum Cout.
- Echium tuberculatum subsp. latifolium (Hoffmanns. & Link) Cout.[5]
- Echium angustifolium Link ex Willk. & Lange
- Echium pustulatum Lehm.[6]